# Illaena occidentalis
Illaena occidentalis là một loài bọ cánh cứng trong họ Cerambycidae.